# Un peu plus loin sur la droite
Un peu plus loin sur la droite est un roman policier de Fred Vargas paru en 1996. C'est le cinquième roman policier de cet auteur. 

## Résumé
Il s'agit de la première collaboration de Louis-Ludwig Kehlweiler, flanqué de son Bufo de crapaud, avec Marc Vandoosler, dit « Saint Marc », épaulés par « Saint Matthieu » le chasseur-cueilleur. Saint Marc et Saint Matthieu sont deux des « Évangélistes » qui ont mené l'enquête dans Debout les morts. 
L'affaire débute par un déchet blanchâtre découvert dans une crotte de chien sur un trottoir de Paris, déchet qui a de fortes chances d'être un ossement humain. Les investigations vont se poursuivre au milieu des intrigues d'un petit port, en Bretagne, sur fond de café enfumé.
Au cours du récit, il est fait mention du commissaire Jean-Baptiste Adamsberg, même si celui-ci n'y apparaît pas. Il s'agit du premier croisement entre plusieurs univers de la fiction élaborée par Fred Vargas.

## Éditions
Édition originale grand format
- Fred Vargas, Un peu plus loin sur la droite, Paris, éditions Viviane Hamy, coll. « Chemins nocturnes », 1996, 255 p., 20 cm (ISBN 2-87858-075-3, BNF 35820126).

Édition en gros caractères
- Fred Vargas, Un peu plus loin sur la droite, Paris, éditions Feryane, coll. « Policier », 1997, 386 p., 22 cm (ISBN 2-84011-174-8, BNF 36180897).

Édition au format de poche
- Fred Vargas, Un peu plus loin sur la droite, Paris, éditions J'ai lu, coll. « J'ai lu policier » (no 5690), 2000, 253 p., 18 cm (ISBN 2-290-30455-7, BNF 37203689).

Livres audio
- Fred Vargas, Un peu plus loin sur la droite, Paris, éditions Thélème, 2006 (ISBN 2-87862-313-4, BNF 40181073).Texte intégral ; interprète : Michel Vuillermoz ; support : 6 disques compacts audio ; durée : 7 heures 19 minutes environ ; référence éditeur : Thélème 813.
- Fred Vargas, Un peu plus loin sur la droite, Paris, éditions Thélème, 2009 (EAN 9782878625943, BNF 41476853).Texte intégral ; interprète : Michel Vuillermoz ; support : 1 disque compact audio MP3 ; durée : 7 heures 19 minutes environ (6 h 45 selon la BnF) ; référence éditeur : Thélème 897.
- Fred Vargas, Un peu plus loin sur la droite, Paris, éditions Audiolib, 2016 (ISBN 978-2-35641-930-9, BNF 45072039).Texte intégral ; interprète : Philippe Allard ; support : 1 disque compact audio MP3 ; durée : 7 heures 32 minutes environ ; référence éditeur : Audiolib 2866776.